# 体操

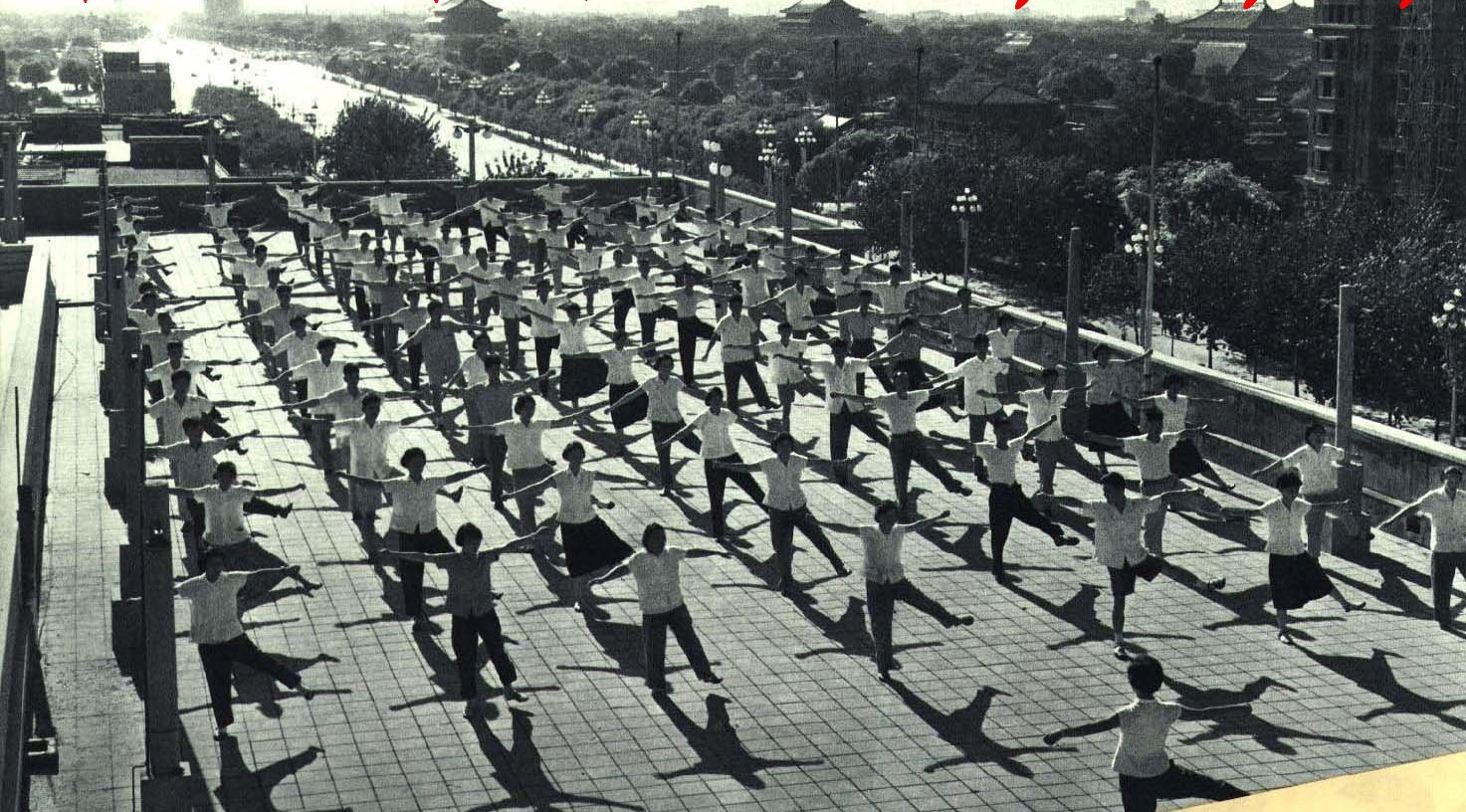
1965年中华人民共和国的一个体操

体操是类运动项目总称，在国际体操联合会中分为几个单项，竞技体操、艺术体操、蹦床、特技體操、有氧體操、跑酷。

## 竞技体操
竞技体操分为男子6个项目：自由体操，鞍马，吊环，跳马，双杠，单杠；女子4个项目：跳马，高低杠，平衡木，自由体操。

## 艺术体操
艺术体操只有女子项目，日本等国家曾经向国际体联申请增加男子项目，但是没有通过。女子比赛项目有：团体，个人全能，即球操，带操，棒操和圈操；團隊又分為單手具競賽及雙手具競賽。

## 蹦床
蹦床自2000年悉尼奥运会成为比赛项目后，得到长足的发展。